# Little Me
Little Me è una canzone del gruppo britannico Little Mix, pubblicato nel 2013 come secondo singolo da Salute, il loro secondo album in studio. È stato scritto assieme Iain James e TMS, e prodotto da quest'ultimo. La canzone ha raggiunto la 14ª posizione nell'Official Singles Chart. Al suo interno c'è un sample della Pavane Gabriel Fauré. Il video conta 58 milioni di visualizzazioni.

## Accoglienza
Robert Copsey di Digital Spy criticato positivamente il brano, definendolo "spontaneo e confortante" e premiandolo con una valutazione di 4 stelle su 5. In un'altra valutazione di 4 stelle, Melissa Redman di Renowded for Sound si è complimentata per le "eccezionali vocalità", le "armonie perfette" e il "testo maturo" della canzone.

## Classifiche
| Classifica (2013-2014) | Posizione massima |
| ---------------------- | ----------------- |
| Australia              | 85                |
| Irlanda                | 26                |
| Regno Unito            | 14                |